# Тиери Жонке
Тиери Жонке (на френски: Thierry Jonquet) е френски писател на произведения в жанра политически криминален роман и романизация на филми. Пише и под псевдонимите Мартин Идън (Martin Eden) и Рамон Меркадер (Ramón Mercader).

## Биография и творчество
Тиери Жонке е роден на 19 януари 1954 г. в Париж, Франция, в комунистическо семейство. Баща му е механик в службата за обществен транспорт в Париж. Завършва средното си образование в лицея „Карл Велики“ в Париж. Следва философия, а после трудова терапия в университета Кретей.
След дипломирането си работи в гериатрията в Дравей и в психиатрично заведение, където се сблъсква със смъртта и лудостта, които ще станат повтарящи се теми в неговите романи.. Уморен от болничната среда се прехвърля в Националното образование като учител по френски език в предградията на северен Париж, където отговаря за специалния клас от младежи с престъпни наклонности на училището. Заедно с работата си започва да пише криминални романи.
Първият му роман „Mémoire en cage“ (Заключена памет) е издаден през 1982 г.
В романите си в стил „роман-ноар“ описва интриги, при които омразата и отчаянието вземат лъвския дял и никога не спират да смазват бедни характери, които нямат шанс за спасение. В тях постепенно нарушава кодовете на традиционния „роман-ноар “, за да опише социалния стрес и последствията му.
Романът му „Ils sont votre épouvante et vous êtes leur crainte“ (Те са вашият ужас и вие сте техният страх) от 2006 г. е адаптиран от сценариста Еманюел Карер в телевизионния филм „Fracture“ на режисьора Ален Тасма през 2010 г. Романът му „Тарантула“ е екранизиран от испанския режисьор Педро Алмодовар през 2011 г. във филма „Кожата, в която живея“.
В политическите си виждания писателят е привърженик на Революционната комунистическа лига и симпатизант на групата „Troskyite Lutte Ouvrière“.
Тиери Жонке умира вследствие на епилепсия на 9 август 2009 г. в Париж, Франция.

## Произведения
- Mémoire en cage (1982)
- Le Bal des débris (1984)
- Mygale (1984, преработен през 1995) – издаден и като „Tarantula“
Тарантула : кожата, в която живея, изд.: ИК „Колибри“, София (2011), прев. Георги Ангелов
- La Bête et la Belle (1985)
- Le Manoir des immortelles (1986)
- Le Secret du rabbin (1986)
- Comedia (1988)
- Le pauvre nouveau est arrivé! (1990)
- Les Orpailleurs (1993)
- L'enfant de l'absente (1994) – с Жак Тарди и Жак Тестарт
- La Vie de ma mère! (1994)
- Moloch (1998)
- Rouge c'est la vie (1998)
- Le bal des débris (2000)
- Ad vitam aeternam (2002)
- Le manoir des immortelles (2003)
- Jours tranquilles à Belleville (2003)
- Mon vieux (2004)
- Comedia (2005)
- Mon vieux (2005)
- Ils sont votre épouvante et vous êtes leur crainte (2006)
- Vampires (2011) – посмъртно
- 400 coups de ciseaux (2013) – сборник с разкази, посмъртно

### Като Мартин Идън

#### Серия „Разследванията на комисар Дейвид Лански“ (Les Enquêtes du commissaire David Lansky)
романизация на сериала „Дейвид Лански“
1. Hong-Kong sur Seine (1989)
2. Prise d'otages (1989)
3. L’Enfant américain (1989)
4. Mort d’un flic (1989)
5. Le Gang des limousines (1989)
6. Terreur sur la ville (1989)

### Като Рамон Меркадер
псевдонимът е по името на убиеца на Лев Троцки
- Du passé faisons table rase (1982)
- Cours moins vite, camarade, le vieux monde est devant toi ! (1984)
- URSS Go Home ! (1985)

### Екранизации
- 1988 Souris noire – тв сериал, 1 епизод
- 1990 Les cinq dernières minutes – тв сериал, 1 епизод
- 1992 Poulets à l'amende
- 1995 Le juge est une femme – тв сериал, 1 епизод
- 1999 – 2015 Boulevard du Palais – тв сериал, 49 епизода, по произведенията му
- 2001 – 2005 Les enquêtes d'Éloïse Rome – тв сериал, 2 епизода
- 2008 Résolution 819
- 2010 Fracture – по романа „Ils sont votre épouvante et vous êtes leur crainte“
- 2011 Кожата, в която живея, La piel que habito – по романа „Тарантула“